# Saldenburg
Saldenburg là một đô thị thuộc huyện Freyung-Grafenau trong bang Bayern nước Đức. Đô thị Saldenburg có diện tích 28,04 km², dân số thời điểm 31 tháng 12 năm 2006 là 1940 người.